# 737-й истребительный авиационный полк
737-й истребительный авиационный полк (737-й иап) — воинская часть Военно-Воздушных сил (ВВС) Вооружённых Сил РККА, принимавшая участие в боевых действиях Великой Отечественной войны.

## Наименования полка
- 274-й истребительный авиационный полк
- 737-й истребительный авиационный полк
- 168-й гвардейский истребительный авиационный полк
- 168-й гвардейский Краснознамённый истребительный авиационный полк
- 168-й гвардейский Краснознамённый авиационный полк истребителей-бомбардировщиков
- 168-й гвардейский Краснознамённый бомбардировочный авиационный полк
- Полевая почта 10287

## Создание полка
737-й истребительный авиационный полк создан 20 февраля 1942 года приказом по 2-му запасному истребительному авиационному полку путём переименования 274-го истребительного авиационного полка, находящегося на переформировании в Московском военном округе.

## Переформирование и расформирование полка
- 737-й истребительный авиационный полк 5 февраля 1944 года за образцовое выполнение боевых задач и проявленные при этом мужество и героизм на основании Приказа НКО СССР[1] переименован в 168-й гвардейский истребительный авиационный полк.
- 168-й гвардейский Краснознамённый истребительный авиационный полк 15 декабря 1959 года переформирован в 168-й гвардейский Краснознамённый авиационный полк истребителей-бомбардировщиков[2][3].
- 168-й гвардейский Краснознамённый авиационный полк истребителей-бомбардировщиков в 1988 году переформирован в 168-й гвардейский Краснознамённый бомбардировочный авиационный полк.
- в связи с распадом СССР и реорганизацией ВВС 168-й гвардейский Краснознамённый бомбардировочный авиационный полк в 1992 году был расформирован в составе 34-й воздушной армии.

## В действующей армии
В составе действующей армии:
- с 24 мая 1942 года по 5 февраля 1944 года

## Командиры полка
- майор Матюнин Виктор Артемьевич[5], 03.1941 — 09.1941
- полковник Кондрат Емельян Филаретович[5], 09.1941 — 05.1942
- майор Мазуркевич Анатолий Спиридонович (погиб)[5], 01.06.1942 — 13.07.1942
- подполковник Макаров Иван Герасимович (ВрИД)[5],14.07.1942 — 08.08.1942
- майор Варчук Николай Изотович (погиб)[5], 08.08.1942 — 21.09.1943
- майор Мусатов Фёдор Фролович (погиб)[5], 10.10.1943 — 20.08.1944
- майор Калинин Иван Семёнович[5], 26.08.1944 — 31.12.1945

## В составе соединений и объединений
| Период        | Фронт (округ)            | армия                | дивизия (корпус)                               | примечание                                         |
| ------------- | ------------------------ | -------------------- | ---------------------------------------------- | -------------------------------------------------- |
| 20.02.1942 г. | Московский военный округ | ВВС округа           | 2-й запасной истребительный авиационный полк   | ЛаГГ-3                                             |
| 24.05.1942 г. | Брянский фронт           | 2-я воздушная армия  | 207-я истребительная авиационная дивизия       | ЛаГГ-3                                             |
| 05.07.1942 г. | Воронежский фронт        | 2-я воздушная армия  | 207-я истребительная авиационная дивизия       | ЛаГГ-3                                             |
| 12.11.1942 г. | Брянский фронт           | 15-я воздушная армия | 227-я штурмовая авиационная дивизия            | ЛаГГ-3, Як-1, Як-7б                                |
| 15.01.1943 г. | Воронежский фронт        | 2-я воздушная армия  | 205-я истребительная авиационная дивизия       | ЛаГГ-3, Як-1, Як-7б                                |
| 10.03.1943 г. | Воронежский фронт        | 2-я воздушная армия  | 291-я штурмовая авиационная дивизия            | Ла-5, Як-1, Як-7б                                  |
| 18.07.1943 г. | Воронежский фронт        | 2-я воздушная армия  | 291-я штурмовая авиационная дивизия            | Принял 18 истребителей Як-1 от 27-го иап           |
| 20.10.1943 г. | 1-й Украинский фронт     | 2-я воздушная армия  | 291-я штурмовая авиационная дивизия            | Ла-5, Як-1, Як-7б                                  |
| 05.02.1944 г. | 1-й Украинский фронт     | 2-я воздушная армия  | 10-я гвардейская штурмовая авиационная дивизия | Ла-5, Як-1, Як-7б, полк переименован в гвардейский |

## Участие в сражениях и битвах

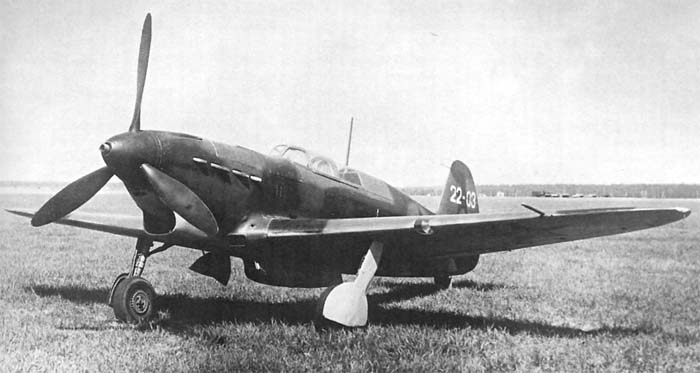
Истребитель Як-7

- Воронежско-Ворошиловградская операция — с 28 июня 1942 года по 24 июля 1942 года.
- Сталинградская оборонительная операция — с 12 ноября 1942 года по 18 ноября 1942 года.
- Острогожско-Россошанская операция — с 15 января 1943 года по 27 января 1943 года.
- Воронежско-Касторненская операция (1943) — с 24 января 1943 года по 2 февраля 1943 года.
- Харьковская операция (1943) — с 2 февраля 1943 года по 25 марта 1943 года.
- Курская битва — с 5 июля 1943 года по 12 июля 1943 года.
- Белгородско-Харьковская операция — с 3 августа 1943 года по 23 августа 1943 года.
- Киевская операция — с 3 ноября 1943 года по 22 декабря 1943 года.
- Корсунь-Шевченковская операция — с 24 января 1944 года по 5 февраля 1944 года.

## Благодарности Верховного Главнокомандующего
Воинам полка в составе 291-й штурмовой авиационной Воронежско-Киевской дивизии Верховным Главнокомандующим объявлена благодарность:
- За отличие в боях при овладении столицей Советской Украины городом Киев — крупнейшим промышленным центром и важнейшим стратегическим узлом обороны немцев на правом берегу Днепра[6].

## Отличившиеся воины полка
- Кондрат Емельян Филаретович, полковник, командир полка, Указом Президиума Верховного Совета СССР от 1 мая 1943 года удостоен звания Героя Советского Союза будучи командиром 2-го гвардейского истребительного авиаполка 215-й истребительной авиадивизии 14-й воздушной армии Волховского фронта, «Золотая Звезда» № 3780
- Варчук Николай Изотович, майор, командир 737-го истребительного авиационного полка 291-й штурмовой авиационной дивизии 2-й воздушной армии, Указом Президиума Верховного Совета СССР от 28 сентября 1943 года удостоен звания Героя Советского Союза. Посмертно.
- Пологов Павел Андреевич, майор, штурман 737-го истребительного авиационного полка 207-й истребительной авиационной дивизии 3-го смешанного авиационного корпуса 17-й воздушной армии 2 сентября 1943 года удостоен звания Герой Советского Союза. Золотая Звезда № 1724
- Кипень, Василий Афанасьевич, лётчик полка во время Великой Отечественной войны с 1942 года, Указом Президиума Верховного Совета СССР от 5 апреля 1971 года за выдающиеся успехи в выполнении заданий пятилетнего плана по развитию автомобильной промышленности удостоен звания Героя Социалистического Труда со вручением ордена Ленина и золотой медали «Серп и Молот». Медаль № 15862.

## Статистика боевых действий
Всего за годы Великой Отечественной войны полком:
| Выполнено боевых вылетов | Сбито самолётов в воздухе | Уничтожено самолётов всего |
| ------------------------ | ------------------------- | -------------------------- |
| 9461                     | 164                       | 254                        |

Свои потери:
| Потеряно самолётов, всего | Погибло лётчиков всего | Погибло лётчиков в воздушных боях | Не вернулись с боевого задания | Погибло при налётах и прочие небоевые потери | Погибло в авиакатастрофах и умерло от ран |
| ------------------------- | ---------------------- | --------------------------------- | ------------------------------ | -------------------------------------------- | ----------------------------------------- |
| 130                       | 64                     | 21                                | 29                             | 5                                            | 9                                         |

## Самолёты на вооружении
| Период      | Самолёты |
| ----------- | -------- |
| 1941 — 1942 | МиГ-3    |
| 1941 — 1942 | ЛаГГ-3   |
| 1942 — 1944 | Як-1     |
| 1942 — 1944 | Як-7Б    |